# Xandria
Xandria es un grupo de metal sinfónico creado en 1994 en Bielefeld (Alemania), por Marco Heubaum y Niki Weltz.

## Historia

### 1994 - 2002: Los inicios
Años antes de su fundación, Marco había descubierto grupos como Paradise Lost, Anathema, The Gathering, Lake of Tears y Tiamat, entre otras. Estos grupos producían el mismo sonido que él quería crear. Él dijo que en 1994, el álbum "Wildhoney" de Tiamat, era el que le aportó la idea de fundar Xandria.
Entre 1994 y 1997, Marco había encontrado un grupo con el que grabó un demo, pero se separan tiempo después. En 1999, Marco buscó a otros(as) miembros después de dos años. Un nuevo grupo es finalmente formado, un grupo que parecía con más que futuro en la música: Xandria.
Durante el año 2000, este nuevo grupo comienza a registrar las canciones para el démo de "Kill The Sun". Allí ha tenido también unos cambios de line-up en 2001, y al mismo tiempo, revistas de música alemana definían Xandria como "Mejor nuevo grupo del año". A finales de 2001, los cambios de line-ups se acabaron. Marco, Lisa, Philip, Roland y Gerit comenzaron los primeros conciertos en Alemania.
Finalmente, las negociaciones para el contrato con Drakkar Records comienzan en el verano de 2002, el que fue muy positivo y en consecuencia, ellos comenzaron el registro de su verdadero primer álbum. En el año 2003, tras ver su éxito al publicar sus demos en portales alemanes deciden sacar su primer álbum ese mismo año, Kill the Sun.

### 2000 - 2003: Kill the Sun, el álbum debut

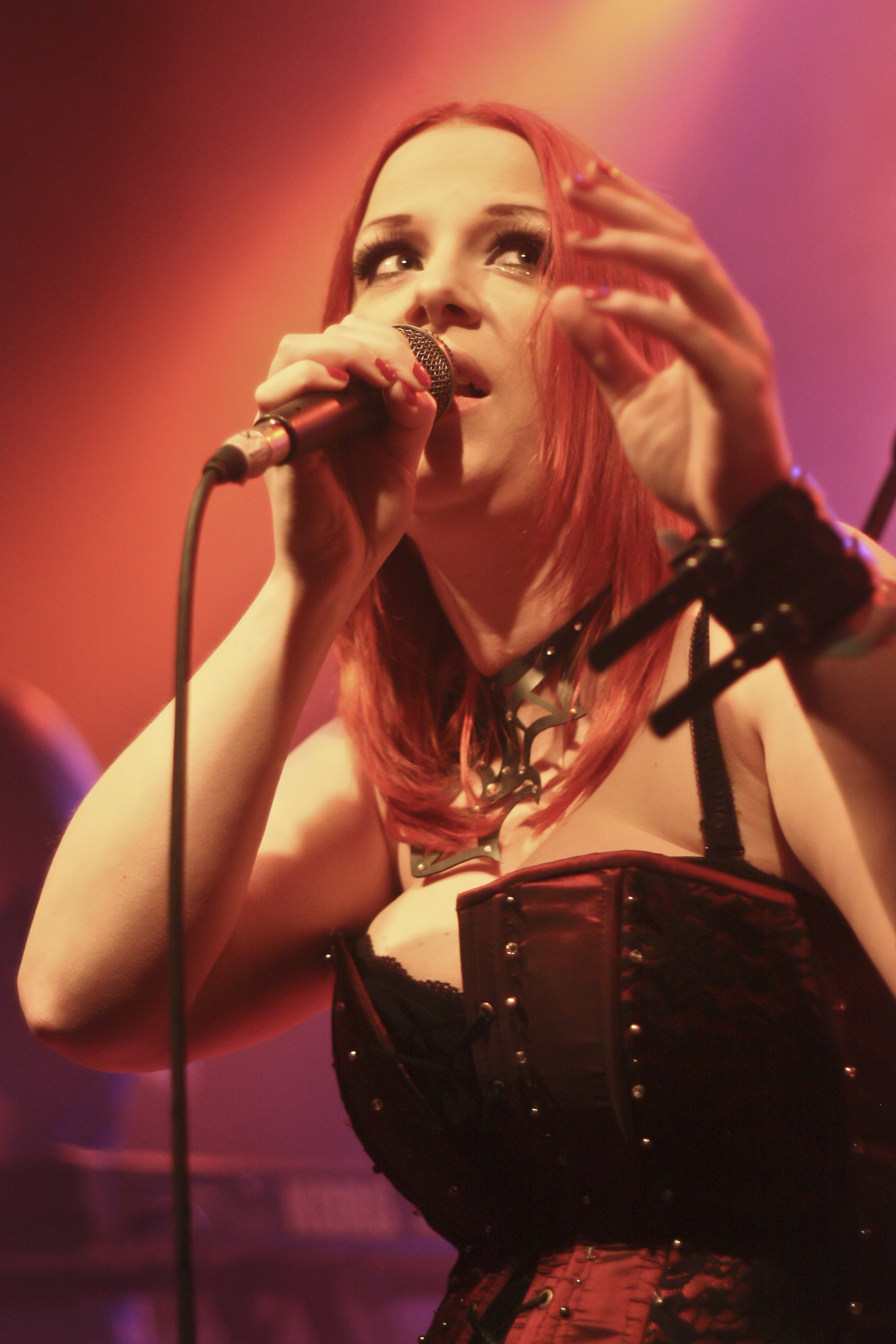
Lisa Middelhauve

Todas las canciones que se encontraban en el demo más otras cinco que fueron escritas en el descanso, fueron grabadas por el productor Dirk Riegner, también conocido como el teclista de Secret Discovery y recientemente el productor de Milú. Después de un corto período de preproducción en el Dirk Riegner's Studio, el cual estaba localizado justo al lado del área del Zeche Bochum, la banda entró al estudio principal cubierto de nieve, cerca del año nuevo de 2003. En una semana, los instrumentos fueron grabados. Para las partes vocales, la banda regresó a Bochum, al pequeño estudio del productor. Después el álbum fue mezclado en Horus Sound Studios (también Guano Apes etc.) en Hannover, en el pequeño estudio del ingeniero de mezcla Modo Bierkamp. Tres meses después, el resultado; suministrado con un trabajo de portada de Kai Hoffmann (también Secret Discovery) llegó a las tiendas el 5 de mayo de 2003, e inmediatamente se conoció con mucha aprobación, tanto como para entrar a las listas de audiencia alemanas: en número 98, un logro que solo los golpeó, pero fue muy extraordinario para una banda alemana cuyo sonido estaba principalmente y todavía influenciado por el Gothic Metal. La prensa estaba también muy encantada con la banda, y el álbum sin excepción ganó buenas críticas, en las evaluaciones de revistas conocidas y desconocidas en la escena.GDY.

### 2004: Ravenheart y Eversleeping
La nueva grabación ocurrió en dos pequeñas sesiones, y el sencillo fue estrenado el 11 de octubre de 2004, llegando a las listas de audiencia por dos semanas. La balada "Eversleeping", del álbum Ravenheart, gozó de mucha popularidad entre los seguidores, y esa fue la idea de la banda y la discográfica de estrenar esta canción como un sencillo en otoño justo antes de la gira que seguiría al álbum. Para infundir más presencia de la banda dentro de la canción para el video y sobre todo, para tocarlo en directo, una vez más entrarían al estudio del productor José Álvarez-Brill en Bélgica para grabar una versión ligeramente modificada. Baterías discretas y guitarras fueron adicionadas a los sonidos puros del piano y cuerdas de la versión del álbum. Además, tres canciones adicionales fueron grabadas para ofrecer a los seguidores algo por el dinero al comprar su sencillo. Y así fue que, con cinco pistas, el simple se convirtió en un E.P. "Drown in me" fue escrita exclusivamente para el sencillo, y representa el lado moderno de la banda. "Pure" es una balada que Lisa había escrito mucho tiempo atrás, la cual no fue incluida finalmente en el álbum. Y "So Sweet" es una nueva grabación de una antigua canción del demo de 1997. 
Con Ravenheart, Xandria se dio a conocer rápidamente dentro la escena Gótica por el título de la canción (corazón de cuervo) y el video con el cual tocaron los corazones de muchos nuevos oyentes. Grabado y mezclado en el estudio Belga del productor José Álvarez-Brill (Wolfsheim, entre otros), en los meses de diciembre de 2003 a febrero de 2004. Un álbum con muchas facetas entró en existencia: junto con el productor la banda probó muchas nuevas cosas como impresionantes arreglos orquestales, modernos riffs de guitarras y muestras rítmicas. Comenta Marco: 

"No quisimos permanecer quietos, después de la gira tras el debut, tuve muchas ideas y quería probar muchas cosas. El álbum debut fue como un punto de partida sobre la base del cual, nuevos territorios pueden ser abiertos y más allá, los sueños musicales pueden realizarse hoy.
Así que no solo el nuevo sonido que fue posible hacer con la experiencia adquirida y la ayuda del nuevo productor fue algo atractivo y nuevo, pero en conexión con el entusiasmo por elementos de banda sonora, como por ejemplo "Some like it cold", el cual debería sonar como el título de una canción de James Bond
También el nuevo trabajo en este álbum son canciones que escribí junto con Lisa más que para las del debut.
También hay una canción escrita por el bajista en el álbum –su despedida– por así decirlo, ya que dejó la banda justo después de la grabación"

El 24 de mayo de 2004, un año después de Kill the Sun, Ravenheart fue estrenado, cosechando además muy buenas críticas vinieron de nuevo, e incluso el álbum entró a las listas de popularidad todavía más alto que el debut: número 36, y considerando todo se quedó en el top 100 por siete semanas. Éxito que impresionó mucho a la banda, al ser un álbum con muchas ideas distintas.

### 2005 - 2007: India y Salomé: The Seventh Veil
En 2005 se publica un nuevo trabajo discográfico de Xandria llamado India. Tras una gira de conciertos (más larga que las dos anteriores), graban un cuarto disco, Salomé: The Seventh Veil. Es un disco conceptual inspirado en el personaje bíblico de Salomé. El disco recopila elementos de sus antecesores: podemos notar bases atmosféricas orientales que podemos escuchar en India (como "Sisters of the Light"), junto a temas agresivos como los de Ravenheart ("Firestorm") y algo de Kill the Sun, como en el tema "Vampire". En este trabajo, la banda incorpora voces masculinas en canciones como "Emotional Man", "Only for the Stars in Your Eyes" y "Firestorm". También hay dos temas lentos: "Salomé" y "The Wind and the Ocean". El disco también incluye temas roqueros con tintes melódicos, de los que incluso se puede decir que rasgan notas muy sensuales, características de Xandria, como "Emotional Man", "Sleeping Dogs Lie" y temas pegadizos con buena base rítmica como son "Vampire" y "Beware". Este último disco catapultó a Xandria a una seguidilla de festivales y conciertos individuales que les dio un amplio abanico de fanes y también, al ser algo 'distinto pero parecido' a lo que venían haciendo, mantuvieron su estilo pero llamaron la atención de unos cuantos más. Los sencillos extraídos de este disco fueron "Save my Life" y "Sisters of the Light", siendo el primero de éstos el único del que se realizó un video.
El miércoles 30 de abril de 2008, la vocalista Lisa Middelhauve abandonó la banda por motivos personales, tras lo cual Xandria se abocó a buscar nueva cantante. Mientras, el 6 de junio editan un recopilatorio llamado Now & Forever - Best Of Xandria que incluye sus canciones más conocidas así como dos bonus tracks y una canción inédita.

### 2008: Now and Forever: Best of Xandria
Este último disco consta de un recopilatorio de sus mejores canciones remasterizadas y un poco arregladas digitalmente, mejorando la calidad de sonido y corregidas con lo que tiene que ver a defectos vocales y acoples no tenidos en cuenta en los discos originales. No son temas regrabados pero se nota una cierta edición, así como también el efecto de pase de una pista a la otra. Este disco se presenta doble, con un DVD conteniendo una galería de fotos, backstages, un concierto completo de Xandria en el SummerBreeze 2007 y entrevistas. El CD consta de los mejores 17 temas de la banda, junto a un bonustrack del sencillo "Eversleeping" ("Drown in Me"), "Lullaby" un B-Side de India que sólo fue incluido en una edición limitada del disco, y un tema no incluido en Salomé ("One Word"). Es un verdadero tesoro para los fanes y para los coleccionistas, ya que la banda no ha promocionado sus canciones más que por los discos y no es fácil conseguir audio de conciertos. El disco cierra con la balada "Lullaby", algo no hecho anteriormente por Xandria, generalmente sus discos terminan con algo más roquero para darle el toque final. Muchos fanes [cita requerida]han tomado esta canción y esta forma de cerrar el disco, como una despedida de Lisa, por el contenido de la letra y su voz que es lo último que se escucha.

### 2009: Nuevo inicio
Con la partida de Lisa, Xandria buscó una nueva vocalista. El nombre de la elegfida es Kertin Bischof, amiga de Lisa, y con un registro de Soprano ligera increíble, lo que le facilitó la interpretación de los anteriores temas de la banda. En agosto de 2009 Xandria comenzó una gira por Sudamérica para dar a conocer a su nueva cantante; la gira fue recibida con éxito entre los fanes y en dicha gira presentaron temas de su próximo disco el cual tiene fecha de salida para el 2010. Aún no se sabía el nombre del álbum, pero sí se conoce que hay muchos temas listos.

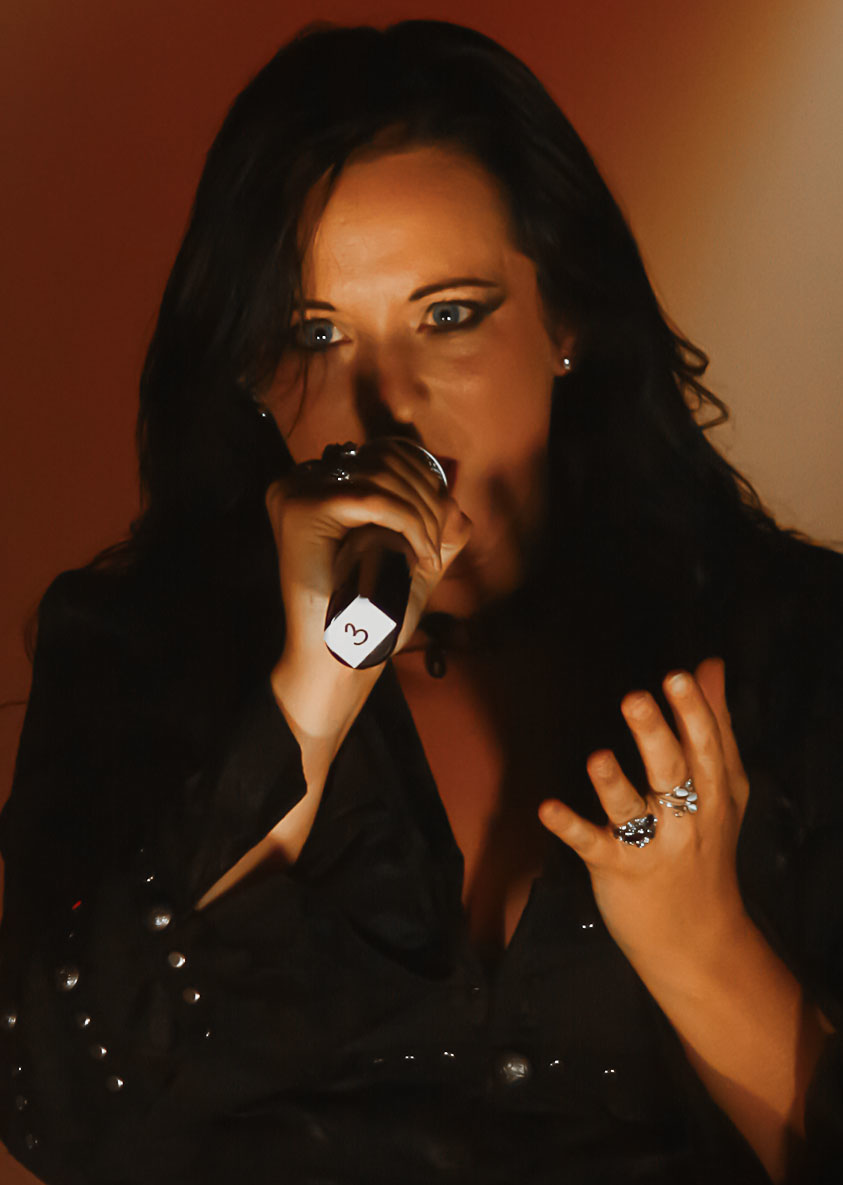
Manuela Kraller

### 2010: Paso atrás
El 18 de febrero de 2010 en la página oficial de Xandria se anunció la salida de la vocalista Kerstin Bischof, la cual anunció que dejaba la banda por motivos de índole personal y dedicarse a su propia carrera musical. Debido a esto, Xandria anunció que su exvocalista Lisa Middelhauve reemplazará a Kerstin en el Tour por México (el cual fue finalmente cancelado) y unas presentaciones en Atenas, por el momento Xandria estaba en la búsqueda de una nueva vocalista.

### 2010 - 2011: Nueva Voz
El 20 de diciembre, Xandria anunció a través de su página web que ya tenían voz de nuevo, se trata de Manuela Kraller, soprano lírico spinto alemana, y miembro de la banda Haggard, y que ahora la banda completa, se encontraba grabando lo que será su nuevo álbum de estudio, con publicación futura para 2012.

### 2012: Neverworld's End
El 28 de noviembre de 2011 Xandria anuncia el nombre de su nuevo disco, Neverworld`s End, junto con lo que será la portada y la fecha de lanzamiento, 24 de febrero de 2012. La banda comenta acerca del álbum que no se trata de un álbum conceptual y tampoco tiene nada que ver con Peter Pan; luego publicaron el tracklist y adelantaron que la primera versión del disco sería un digipack que contendrá un bonus track. En este disco la banda cambia su sonido, desechando definitivamente los últimos rastros de influencia gótica para transformarse en sinfónico puro. El disco causó un gran impacto a nivel mundial; siendo descrito por muchos como el mejor disco de metal sinfónico del año 2012, siendo comparado con el sonido clásico de la banda finesa Nightwish cuando Tarja Turunen era su vocalista.

### 2013 - 2016: Sacrificium y Fire and Ashes

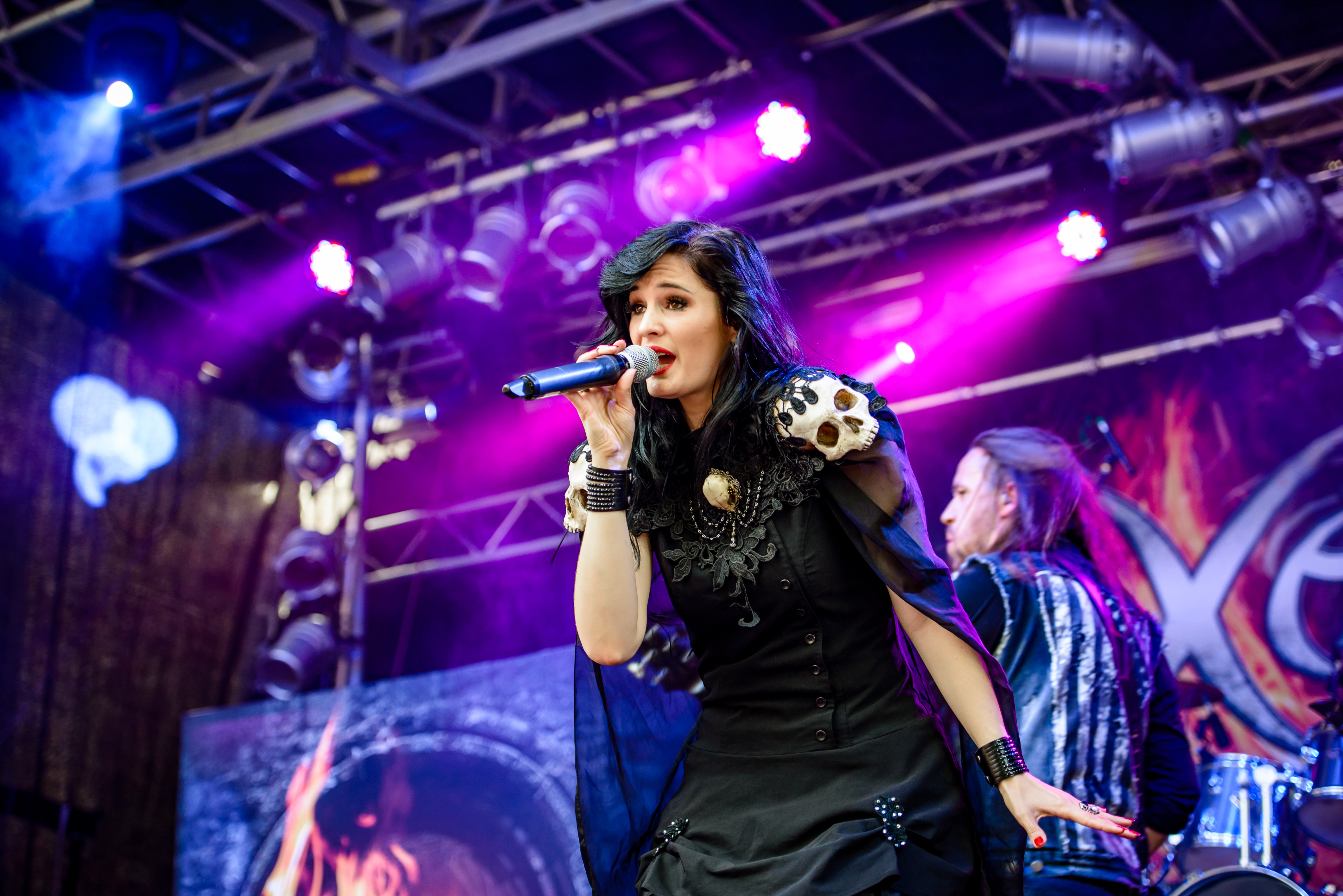
Dianne van Giersbergen

A principios de 2013 Nils Middelhauve decide dejar la banda. Tras una intensiva búsqueda se agrega a la alineación Steven Wussow, completando nuevamente el quinteto y dándoles la posibilidad de continuar la gira. Una vez estables, sobrevuelan durante algunas entrevistas rumores sobre que estarían trabajando en un nuevo disco, el segundo con Manuela y el primero con la nueva alineación, manteniendo la dirección tomada en el exitoso disco predecesor. El 25 de octubre se informa de forma oficial que Manuela Kraller deja la banda para seguir sus propios proyectos musicales, es así que de forma inmediata se presenta con la nueva formación y fotografía oficial de la banda a la ex Libris, Dianne van Giersbergen, como la nueva vocalista del grupo.

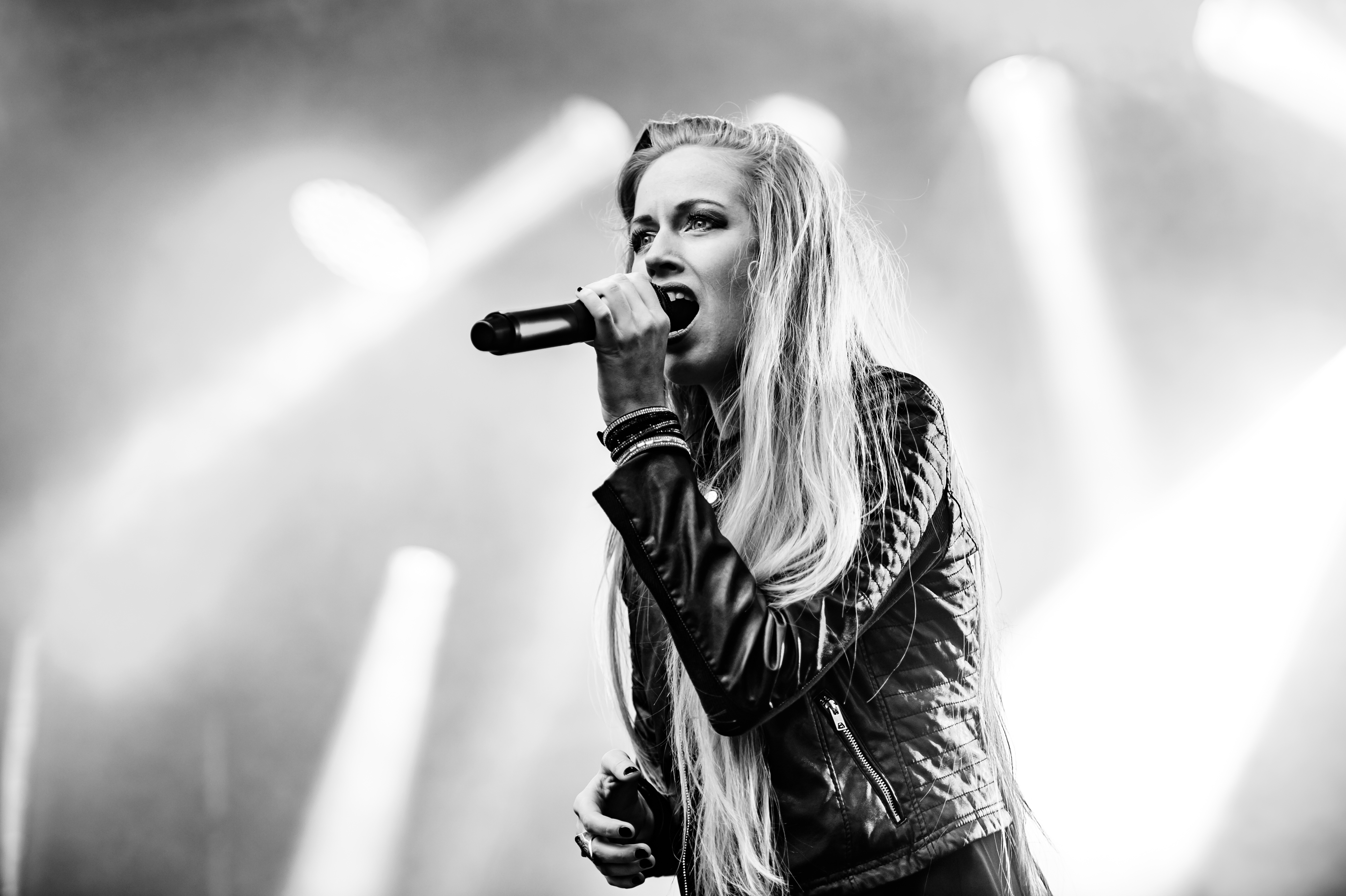
Aeva Maurelle

### 2017 - 2019: Theater Of Dimentions y la salida de Dianne
En 2017 lanzaron el álbum Theater Of Dimentions, contando con "We Are Murderers", "Call of Destiny" y "Queen of Hearts Reborn" como sencillos.
El 13 de septiembre de 2017 Dianne van Giersbergen anunció su salida de la banda por problemas de salud y estabilidad de la banda. Su reemplazo temporal fue Aeva Maurelle, labor que desempeñó hasta el año 2019.

### 2022 - actualidad: Nueva alineación y Reborn
Después de varios años de permanecer en silencio, la banda, a través de su página oficial de Facebook, anunció el lanzamiento de un nuevo sencillo titulado "Reborn", el cual vio la luz el 25 de mayo de 2022, presentando a la nueva alineación de la banda conformada por Dimitrios Gatsios (batería), Tim Schwarz (bajo), Rob Klawonn (guitarra) y la nueva vocalista Ambre Vourvahis y, al mismo tiempo, confirmando la salida del bajista Steven Wussow y el guitarrista Philip Restemeier, siendo Marco Heubaum el único miembro original de la banda dentro de la formación actual. El 3 de noviembre de 2022, la banda anunció que el álbum The Wonders Still Awaiting, novena placa discográfica de la agrupación y primera con la nueva alineación será lanzado el 3 de febrero de 2023.

## Miembros

### Miembros actuales
- Marco Heubaum - guitarra (desde 1994)
- Ambre Vourvahis - vocalista (desde 2022)
- Rob Klawonn - guitarra (desde 2022)
- Tim Schwarz - bajo (desde 2022)
- Dimitrios "Tacki" Gatsios - batería (desde 2022)

### Miembros pasados
- Nicole Tobien - voz (1997) (invitada en 1996)
- Lisa Middelhauve - voz y piano (2000-2008; 2010)
- Kerstin Bischof - voz (2008-2010)
- Manuela Kraller - voz (2010-2013)
- Dianne van Giersbergen - voz (2013-2017)
- Steven Wussow - bajo (2013-2019)
- Philip Restemeier - guitarra (2002-2019)
- Gerit Lamm - batería (2000-2019)
- Nils Middelhauve - bajo (2004-2012)
- Roland Krueger - bajo (1999-2004)
- Andreas Maske - guitarra (2000-2001)
- Jens Becker - guitarra (1999-2000)
- Andreas Litschel - teclado (1996-1997)
- Holger Klein - bajo (1996-1997)
- Holger Vester - bajo (marzo de 1997-agosto de 1997)
- Manuel Vinke - guitarra (1996-1997)
- Niki Weltz - batería (1994-1997)

### Músicos invitados
- Lisa Middelhauve - voz (2010)
- Aeva Maurelle - vocalista invitada (2017-2019)

## Discografía

### Álbumes
- 2003: Kill The Sun
- 2004: Ravenheart
- 2005: India
- 2007: Salomé - The Seventh Veil
- 2008: Now & Forever - Best Of Xandria
- 2012: Neverworld's End
- 2014: Sacrificium
- 2017: Theater Of Dimensions
- 2023: The Wonders Still Awaiting

### EP
- 1997: Xandria
- 2000: Kill The Sun
- 2004: Eversleeping
- 2015: Fire & Ashes
- 2024: Universal Tales

### Videografía
- 2003: Kill the Sun
- 2004: Ravenheart
- 2004: Eversleeping
- 2007: Save My Life
- 2012: Valentine
- 2014: Dreamkeeper
- 2014: Nightfall
- 2015: Voyage of the Fallen
- 2017: Call of Destiny
- 2022: Reborn
- 2022: You Will Never Be Our God
- 2022: Ghosts
- 2024: Universal
- 2024: No Time To Live Forever